# Kato Mikeladze
Kato Mikeladze (gruz. კატო მიქელაძე, ps. ხ; ur. 18 września 1878 w Kulaszi, zm. 1942) – gruzińska dziennikarka, feministka.

## Życiorys
Jej ojciec Davit Mikeladze był szlachcicem. Straciła matkę w dzieciństwie, jej wychowania podjął się ojciec chrzestny. W 1900 roku ukończyła z wyróżnieniem naukę w Instytucie Sabebio (gruz. საბებიო ინსტიტუტს) i od tego czasu pracowała w Cchinwali, gdzie założyła bibliotekę i wystawiała bezpłatne spektakle. Pod pseudonimem ხ publikowała rewolucyjne wiersze. Gruzińskie Towarzystwo Literackie skierowało ją na studia do instytutu pedagogicznego w Moskwie, ale zamiast tego wyjechała na zachód Europy na studia w 1906 roku. Ukończyła studia na wydziale nauk społecznych i politycznych na Uniwersytecie w Brukseli. Po studiach zamieszkała w Paryżu do 1915 roku. Powróciła do Gruzji w 1916 roku, rozpoczęła walkę o prawa kobiet. W latach 1917–1918 założyła Ligę Kobiet, równocześnie publikowała i redagowała czasopismo „Chma Kartweli Kalisa” (gruz. „ხმა ქართველი ქალისა”, pol. „Głos Gruzińskich Kobiet”), w którym poruszane były m.in. kwestie emancypacji kobiet i inne problemy społeczne. Czasopismo zostało zamknięte po utworzeniu Demokratycznej Republiki Gruzji, w której równość płci została uznana za „burżuazyjną perwersję”. W latach 1918–1919 przebywała w Gudaucie, a od 1920 roku pracowała jako nauczycielka w Sighnaghi. W 1921 roku zamieszkała w Tbilisi. Od 1930 roku pracowała w Archiwum Centralnym i Muzeum Rewolucji. Udzielała prywatnych lekcji języka francuskiego od 1940 roku. W jej pogrzebie wzięło udział kilka osób, a jej grób uznaje się za zaginiony.